# Placoasterella baileyi
Placoasterella baileyi är en svampart som först beskrevs av Berk. & Broome, och fick sitt nu gällande namn av Arx 1962. Placoasterella baileyi ingår i släktet Placoasterella och familjen Asterinaceae.   Inga underarter finns listade i Catalogue of Life.